# دائرة أولاد بن عبد القادر
دائرة أولاد بن عبد القادر إحدى دوائر ولاية الشلف عاصمتها أولاد بن عبد القادر. وتضم كل من بلديات أولاد بن عبد القادر – الحجاج.